# エリトリア解放戦線
エリトリア解放戦線（エリトリアかいほうせんせん、英語: Eritrean Liberation Front、略称ELF）は東アフリカで活動するエチオピア・エリトリアの反政府組織。

1952年から1962年にかけてのエリトリア国の国旗。独立運動初期にも用いられた。

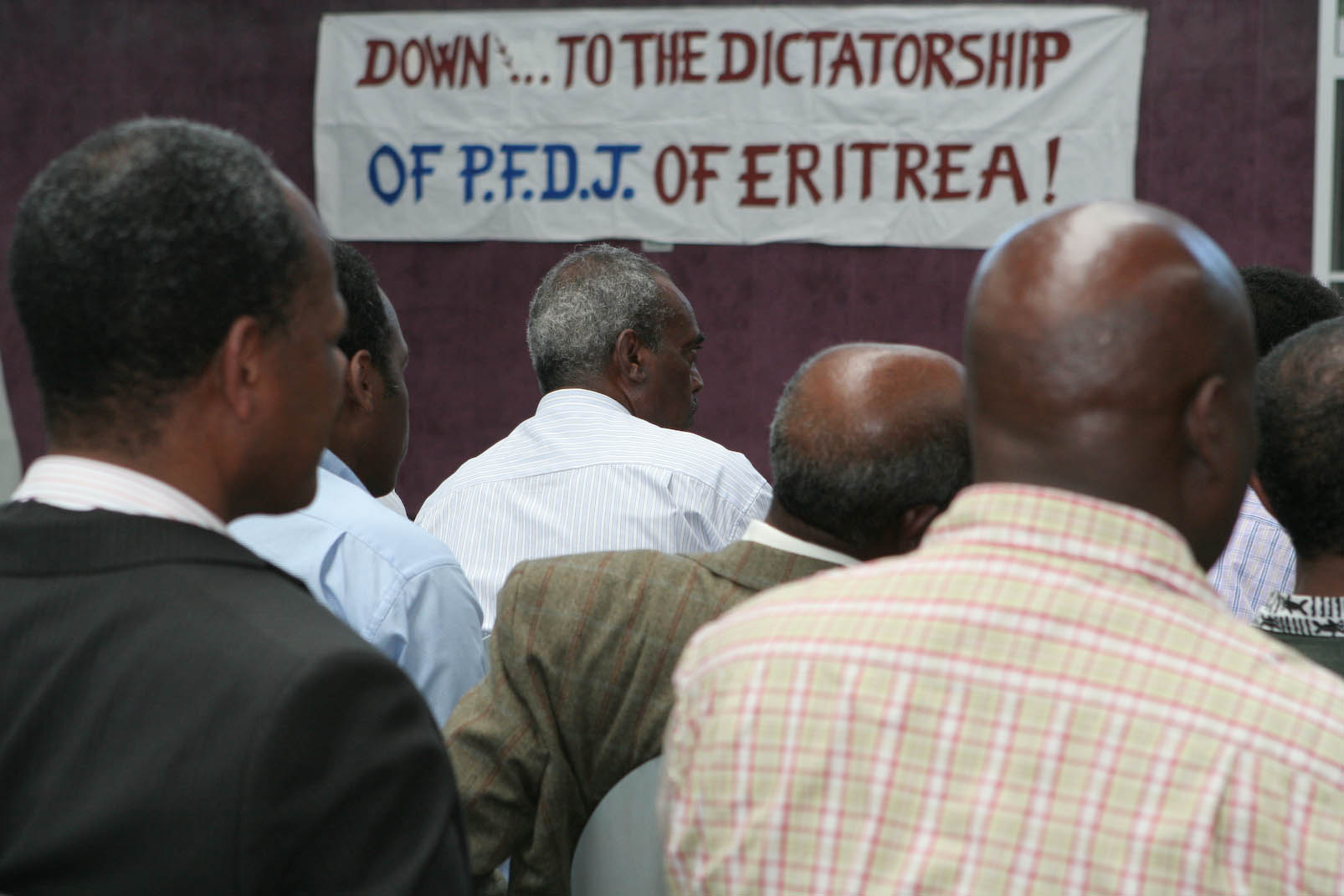
ドイツ・フランクフルトで行われたELFの大会（2007年）

## 概要
エリトリア解放戦線はエリトリアのエチオピアからの独立運動において特にその前半期、1960年代から70年代において中心的な役割を果たした反政府組織である。1993年のエリトリア独立後は民主正義人民戦線(PFDJ)の一党独裁制採用により非合法化されている。

## 歴史

### 結成・独立戦争開始
国際連合の決議により、1952年にエチオピア帝国とエリトリアでは連邦制が布かれた。しかし、連邦制施行後、1955年の憲法においてエチオピアの公用語であるアムハラ語のみが政府の公用語として定められる、また翌1956年には教育現場でのティグリニャ語・アラビア語の使用が禁止されるなど「アムハラ化政策」の下でエリトリア人の権利が制限されていくに従ってエリトリアではエチオピア政府に反発する気運が生まれた。
エリトリア解放戦線は1958年に結成され、秘密裡に活動していたが、1960年7月に至ってカイロにおいて正式に結成を発表した。この時の成員はハミッド・イドリース・ムハンマド・アダムのほか知識人や学生を中心としていた。結成当初のELFはイラク及びシリアの支援を受けたムスリム運動的な色彩の強い組織だった。当初、独立運動に関わる集団は民族及び地理的条件によって分かれていた。ELFの当初の4つの地区別部隊は全て低地地域のものでイスラム教徒を中心にしていた。これらの部隊にはイスラム教徒に支配されることを怖れてキリスト教徒はごく少数しか参加していなかったが、エチオピアによる併合後、公民権が剥奪されるようになって高地のキリスト教徒もELFに参加するようになった。これらのキリスト教徒は上流階級かあるいは高等教育を受けた者が多かった。1961年にハミッド・イドリース・アワテ(en:Hamid Idris Awate)はELFの軍事部門を編成し独立への闘争開始を宣言した。アワテの指導の下、1961年9月1日にはバルカ地方においてエチオピア帝国政府及びエチオピア軍に対する武装闘争（エリトリア独立戦争）を開始し、ゲリラ戦による闘争を続けた。事実上の内戦という状況下で1962年にエリトリアはエチオピアの一州、エリトリア州として併合された。

### 分裂・エリトリア内戦
ELFの活動はエチオピア帝国政府及びエチオピア軍に対して順調に成果を挙げていたにもかかわらず、1970年6月になると、オスマン・サッベ率いる成員の一部が分派し人民解放軍（PLF）が結成され、その一部によってマルクス主義者・キリスト教徒を中心とした組織・エリトリア人民解放戦線（EPLF）が結成された。1972年から1974年にかけて、エリトリア内戦がELFとEPLFとの対立を中心に行われた。同時に進行したエチオピアからの攻勢もあり、その結果独立運動の中心的役割がEPLFに移るとともに、総てのエリトリア独立勢力が疲弊した。1975年初頭にEPLFとELFは一旦和解したものの、1976年と1977年にエリトリア解放戦線人民解放軍を率いるオスマン・サッベを仲介とした和解交渉に失敗し、1980年から1981年にかけて第2次エリトリア内戦が行われ、結果ティグレ人民解放戦線(TPLF)とエリトリア人民解放戦線(EPLF)との連合にELFは敗れ、1981年にスーダンへの退去を余儀なくされた。この際にスーダンへ退去しなかった勢力はELFから分派しエリトリア解放戦線革命評議会(ELF-RC)を形成した。1982年にはマルクス主義を信奉する一部勢力がエリトリア解放戦線中央司令部(ELF-CC)を結成した。この時期にエリトリア解放戦線統一組織(ELF-UO)も分派している。1991年にエチオピアのメンギスツ政権が倒れるまでに、ELFもまたエリトリア領内に再突入した。しかし1993年5月24日エリトリアのエチオピアからの独立が国連の承認を受けると、EPLFは1994年2月民主正義人民戦線(PFDJ)に改称・改組して一党独裁制を布き、かつてのELFの成員に対して大規模な結社を行わないか再びスーダンに退去するかの選択を迫った。

### 非合法化以後
ELFは1995年にエチオピアのゴンダルで公式に集会を行った。この際、ELFの初期の幹部達（アーメッド・ムハンマド・ナセル〔Ahmed Mohammed Nasser〕、ヒルイ・テドラ・バイル〔Hiruy Tadla Bayru〕）と現在の上層部（Siyoum Ogbamichael, Hussein Kelifah,Weldeyesus Ammar）との間には見解の相違があることを表明した。非合法化後のELFはエリトリアにおける反体制勢力の連合体、エリトリア国民同盟（英語: Eritrea National Alliance,ENA）の傘下にあり、エチオピア及びバイドアに本拠を置いていたソマリア暫定連邦政府に軍事的支援を受けている
。ソマリア暫定連邦政府は2009年1月のジブチ合意に基づき、バイドアを放棄しジブチに遷っている。

## 沿革
- 1958年 - エリトリアで非公式に結成。
- 1960年 - カイロで結成を公式に発表。
- 1961年 - エチオピアに対する武装闘争（エリトリア独立戦争）を開始。
- 1970年 - オスマン・サッベ率いる勢力が人民解放軍(PLF)として離脱。マルクス主義者を中心とした一部はエリトリア人民解放戦線(EPLF)となる。
- 1972年 - EPLFとの間にエリトリア内戦が勃発する。
- 1972年 - メンバーがエチオピア航空708便ハイジャック事件を起こすが、声明や要求を伝える間もなく機内で警備員らの銃撃戦になり全員死亡[12]。
- 1975年 - EPLFと停戦。
- 1976年 - オスマン・サッベの仲介でEPLFとの和解交渉が行われるが決裂する。
- 1977年 - 和解交渉に失敗したオスマン・サッベが自らの勢力、エリトリア解放戦線人民解放軍(ELF-PLF)を結成する。
- 1978年 - EPLFとの初の大規模共同作戦「バレンツ包囲」が失敗に終わる。
- 1980年 - EPLF、ティグレ人民解放戦線(TPLF)との間に第2次エリトリア内戦が勃発する。
- 1981年 - ELFはEPLF・TPLFに敗れ、スーダンに退去する。エリトリアに留まった一部勢力はエリトリア解放戦線革命評議会(ELF-RC)となる。
- 1982年 - 一部勢力がエリトリア解放戦線中央司令部(ELF-CC)として分離する。
- 1991年 - エチオピア政府が倒れ、エリトリア独立戦争が終結する。
- 1993年 - エリトリアの独立が国連に承認される。
- 1994年 - エリトリア政府が民主正義人民戦線(PFDJ)による一党独裁制を採用し、ELFが非合法化される。
- 1995年 - エチオピア・ゴンダルで大会が行われる。
- 2007年 - ドイツ・フランクフルトで大会が行われる。